# Krenopsectra fallax
Krenopsectra fallax är en tvåvingeart som beskrevs av Reiss 1969. Krenopsectra fallax ingår i släktet Krenopsectra och familjen fjädermyggor. Inga underarter finns listade i Catalogue of Life.